# Linanthus glaber
Linanthus glaber är en blågullsväxtart som först beskrevs av R. Patt. och Yoder-will., och fick sitt nu gällande namn av J.M. Porter och L.A. Johnson. Linanthus glaber ingår i släktet Linanthus och familjen blågullsväxter. Inga underarter finns listade i Catalogue of Life.